# Rampur (zamindari)
Rampur fou un estat tributari protegit del tipus zamindari agregat al districte de Sambalpur a les Províncies Centrals amb una superfície de 492 km² i població el 1881 de 13.248 habitants. El tribut era de 70 lliures i els ingressos estimats en 180 lliures.
El territori fou concedit originalment pel raja Chhatra Sah de Sambalpur al rajput Pran Nath el 1630. El 1825 alguns parents del Raja Narayan Singh foren assassinats pels germans Surendra Sah i Udant Sa, que foren condemnats a presó de per vida; estaven complint la sentència a Hazaribagh, quan foren alliberats pels amotinats (1857) i llavors van organitzar la revolta a Sambalpur. Darias Singh de Rampur es va unir a la rebel·lió de Surendra Sah i fou declarat fora de la llei i el seu zamindari confiscat; va poder retornar d'acord amb una amnistia i el territori li fou restaurat i el va governar fins a la mort el 1870 quan el va succeir el seu net Bakhtawar Singh. Els zamindaris foren abolits per l'estat indi el 1953.